# Сімпсони (сезон 34)
Тридцять четвертий сезон мультсеріалу «Сімпсони» транслювався у США на телеканалі «Fox» з 25 вересня 2022 до 21 травня 2023 року. Серіал продовжено на 34 сезон 3 березня 2021 року.
Запрошеними зірками сезону були: Анна Фаріс («Lisa the Boy Scout»), Генрі Луїс Гейтс молодший («Carl Carlson Rides Again»), Ліззо («Homer's Adventures Through the Windshield Glass») тощо.
Для серії «One Angry Lisa» Білл Плімптон увосьме анімував диванний ґеґ.
Також цього сезону:
- у прем'єрній серії «Habeas Tortoise» Гомер потрапив у змовницькі онлайн-групи[6];
- був шалений концептуальний епізод, який пояснив, як «Сімпсонам» вдається «передбачати майбутнє» («Lisa the Boy Scout»)[7];
- Красті став ведучим денного шоу, як Еллен Дедженерес, і він дізнався, що важко бути завжди веселим ведучим («The King of Nice»)[8];
- серія «Not It» була пародією на фільм «Воно» з клоуном Красті в головній ролі Пеннівайза. Дія відбувалася у Кінґфілді, моторошній версії Спрінґфілда[6];
- Гомер навчав Кнурмена, як стати кращим батьком («From Beer to Paternity»)[9];
- Мелісса Маккарті зіграла «дивакуватого» сина дівчини дідуся Сімпсона, що був зведеним братом Гомера і конкурентом за любов Ейба («Step Brother from the Same Planet»)[6];
- епізод «Game Done Changed» був сатирою на світ гри «Roblox»[9];
- у серії «Write Off This Episode» Ліса і Мардж посварилися через благодійний фонд, який вони спів-заснували[7];
- крім того був епізод про карантин (не через пандемію), який викликав занепокоєння Ліси («The Very Hungry Caterpillars»)[10].

## Нагороди та номінації
Сезон здобув премію «Еммі». Серія «Treehouse of Horror XXXIII» отримала нагороду в категорії «Найкраща анімаційна передача» 2023 року.
У квітні 2024 року сценаристка Лоні Стіл Состхенд виграла премію Гільдії сценаристів Америки в області анімації 2023 року за серію «Carl Carlson Rides Again». На цю ж премію було номіновано Тіма Лонга (за серію «Homer's Adventures Through the Windshield Glass») і сценаристів епізодів 35 сезона — Керолін Омайн («A Mid-Childhood Night's Dream») і Роба Лазебника («Thirst Trap: A Corporate Love Story»).

## Список серій
| № серії (загалом) | № серії (в сезоні) | Назва серії                                                                          | Режисер(и)           | Сценарист(и)                          | Оригінальна дата показу | Код серії | Глядачів в США (млн) |
| --- | ------------------ | ------------------------------------------------------------------------------------ | -------------------- | ------------------------------------- | ----------------------- | --------- | -------------------- |
| 729 | 1                  | «Habeas Tortoise» «Хабеас черепаха»                                                  | Метью Фонан          | Броті Ґупта                           | 25 вересня 2022         | UABF16    | 4,15                 |
| Після того, як публічне приниження змусило його засумніватися у власному розумі, Гомер створює конспірологічну онлайн-групу, присвячену розгадці таємниці зникнення черепахи зі Спрінґфілдського зоопарку, але знаходить щось набагато зловісніше… Запрошені зірки: Джо Мантенья в ролі Жирного Тоні, Джей Фероу в ролі Дредеріка Тейтама |                    |                                                                                      |                      |                                       |                         |           |                      |
| 730 | 2                  | «One Angry Lisa» «Одна розгнівана Ліса»                                              | Метью Настюк         | Джессіка Конрад                       | 2 жовтня 2022           | UABF19    | 1,46                 |
| Лісу викликають до суду як присяжну. Тим часом Мардж стає одержима своїм велотренажером і Гомер ревнує її до онлайн-велоінструктора. Запрошені зірки: Джейн Качмарек в ролі судді Констанції Шкоди, Джо Мантенья в ролі Жирного Тоні |                    |                                                                                      |                      |                                       |                         |           |                      |
| 731 | 3                  | «Lisa the Boy Scout» «Ліса ― бойскаут»                                               | Тімоті Бейлі         | Ден Гріні                             | 9 жовтня 2022           | UABF21    | 3,43                 |
| Коли бойскаути об'єднуються з дівчатами-скаутами, Барт і Ліса клянуться «розвідати» один одного на щорічному зльоті. Однак, серію переривають хакери… Запрошені зірки: Анна Фаріс в ролі хакерки, Метью Френд в ролі малюка Джеффа Голдблюма, Меган Маллаллі в ролі Сари Віґґам |                    |                                                                                      |                      |                                       |                         |           |                      |
| 732 | 4                  | «The King of Nice» «Король гарного»                                                  | Деббі Махан          | Джессіка Конрад                       | 16 жовтня 2022          | UABF20    | 1,16                 |
| Мардж найнято продюсеркою сегментів у новому денному ток-шоу клоуна Красті. Однак, її початковий ентузіазм щодо роботи зникає, коли вона дізнається, який це нескінченний кошмар: всі сили витрачаються на те, щоб робити гарне шоу щодня. За лаштунками шоу неймовірно токсично, а тиск у необхідності виготовити купу приємного контенту, тяжко лягає на душу Мардж. Запрошені зірки: Рене Ріджлі в ролі Венді Сейдж, Дрю Беррімор в ролі самої себе |                    |                                                                                      |                      |                                       |                         |           |                      |
| 733 | 5                  | «Not It» «Не Воно»                                                                   | Стівен Дін Мур       | Сезар Мезаріегос                      | 23 жовтня 2022          | UABF17    | 3,63                 |
| Пародія на фільм «Воно». Коли несвітній клоун Красто починає вбивати дітей Кінґфілда, юний Гомер Сімпсон об'єднується з іншими невдахами середньої школи, щоб протистояти своїм страхам і перемогти таємничого монстра. Однак, багато років по тому злий клоун повертається, і друзі Гомера повинні зіткнутися з трагедією свого дорослого життя, щоб раз і назавжди знищити Красто… |                    |                                                                                      |                      |                                       |                         |           |                      |
| 734 | 6                  | «Treehouse of Horror XXXIII» «Будиночок жахів на дереві XXXIII»                      | Роб Олівер           | Керолін Омайн, Раян Кох і Метт Селман | 30 жовтня 2022          | UABF18    | 3,95                 |
| «The Pookadook» (укр. «Пукадук») ― Мардж прочитала книгу зі страшними історіями Меґґі. Після того, як дівчинка злякалася, вони спалюють книгу. Однак, дух з неї, Пукадук, вселяється в Мардж і бажає вбити Меггі… «Death Tome» (укр. «Том смерті») ― Пародія на аніме «Зошит смерті». Ліса намагається врятувати планету шляхом вбивства за допомогою магічної книги від демона смерті… «SimpsonsWorld» (укр. «Світ Сімпсонів») ― Гомер дізнається, що він — не той, ким себе вважав, а робот з тематичного парку «Сімпсонів». Разом зі «своєю сім'єю» вони намагаються вибратися з цього парку… Запрошені зірки: Джон Робертс в ролі Лінди Белчер, Генк Вільямс молодший — виконавець пісні «Canyonero» |                    |                                                                                      |                      |                                       |                         |           |                      |
| 735 | 7                  | «From Beer to Paternity» «Від пива до батьківства»                                   | Роб Олівер           | Крістін Ненґл                         | 13 листопада 2022       | OABF01    | 4,77                 |
| Коли Гомер навчає Кнурмена, як стати кращим батьком, то прикидається, що Ліса вважає свого батька героєм. Коли вони разом з Лісою вирушають у подорож до доньки Баррі, Ліса викриває жахливе виховання свого батька. Запрошені зірки: Пол Бріттен в ролі Брендона, Обрі Плаза в ролі Ембер |                    |                                                                                      |                      |                                       |                         |           |                      |
| 736 | 8                  | «Step Brother from the Same Planet» «Зведений брат з тої ж планети»                  | Метью Фонан          | Ден Веббер                            | 20 листопада 2022       | UABF22    | 1,21                 |
| Гомер приголомшений своїми почуттями люті й образи, коли його батько стає люблячим вітчимом дивакуватого маленького сина його дівчини. Тим часом Ліса та Барт влаштовують чудову нічну вечірку в кімнаті Ейба в будинку для літніх. Запрошені зірки: Керол Кейн в ролі Блайт, Мелісса Маккарті в ролі Келвіна |                    |                                                                                      |                      |                                       |                         |           |                      |
| 737 | 9                  | «When Nelson Met Lisa» «Коли Нельсон зустрів Лісу»                                   | Стівен Дін Мур       | Раян Кох                              | 27 листопада 2022       | OABF02    | 1,53                 |
| Майбутня історія кохання пари Нельсона і Ліси, які зустрічатимуться кожні 5 років… Запрошені зірки: Наташа Лайонн в ролі Софі, Симу Лю в ролі дорослого Г'юберта Вонґа, Джекі Мейсон в ролі Хайма Крастовскі (архівні записи) |                    |                                                                                      |                      |                                       |                         |           |                      |
| 738 | 10                 | «Game Done Changed» «Гру виконано змінено»                                           | Тімоті Бейлі         | Раян Кох                              | 4 грудня 2022           | OABF03    | 1,16                 |
| Коли Барт виявляє прибутковий баг в онлайн-грі «Boblox», він залучає директора Скіннера до своєї прибуткової злочинної компанії. Однак, незабаром Сеймура охоплює жага до грошей для зміни Спрінфілдської початкової школи… Тим часом Мардж з іншими Сімпсонами відкривають рай у віртуальному світі гри, де Меґґі може спілкуватися з ними за допомогою емодзі. Запрошені зірки: Монце Ернандес в ролі Астрід |                    |                                                                                      |                      |                                       |                         |           |                      |
| 739 | 11                 | «Top Goon» «Найкращий громило»                                                       | Кріс Клементс        | Джоел Коен                            | 11 листопада 2022       | OABF04    | 3,42                 |
| У Барта є проблеми з тим, щоб стати найкращим хокеїстом: його постійно побивають гравці суперників. Щоб вирішити проблему, тренер команди Мо відправляє Нельсона до «Академії найкращих громил», щоб навчити хлопчика мистецтву грубої хокейної гри. Запрошені зірки: Вілл Форте в ролі Короля Тут; Джо Мантенья в ролі Жирного Тоні; Тайгер Вільямс, Стю Грімсон і Дейв Шульц в ролі самих себе |                    |                                                                                      |                      |                                       |                         |           |                      |
| 740 | 12                 | «My Life as a Vlog» «Моє влог-життя»                                                 | Деббі Махан          | Джессіка Конрад                       | 1 січня 2023            | OABF05    | 1,02                 |
| Через низку відео, рекомендованих «YouTube», розкривається історія злету та падіння відеоблогу Сімпсонів… Запрошені зірки: Майкл Рапапорт в ролі Майка Веґмана, Monét X Change і Боб Дреґ-Королева в ролі самих себе |                    |                                                                                      |                      |                                       |                         |           |                      |
| 741 | 13                 | «The Many Saints of Springfield» «Багато святих Спрінґфілда»                         | Боб Андерсон         | Ел Джін                               | 19 лютого 2023          | OABF06    | 1,37                 |
| Для Неда Фландерса настають важкі часи. Зустрівши Жирного Тоні в церкві як чоловіка релігійного, Нед не до кінця розуміє, з ким має справу, бо вірить у краще у всіх. Тоні робить Неду пропозицію, від якої він не може відмовитися і Фландерс іде працювати на нього. Однак, коли Фландерс розуміє, що мимоволі бере участь у справах мафії і хоче припинити стосунки, Жирний Тоні зловісно попереджає, що це може статися лише одним способом… Запрошені зірки: Джо Мантенья в ролі Жирного Тоні, Пол Фаско в ролі Альфа (сцена на дивані) |                    |                                                                                      |                      |                                       |                         |           |                      |
| 742 | 14                 | «Carl Carlson Rides Again» «Карл Карлсон знову на коні»                              | Майкл Полчіно        | Лоні Стіл Состхенд                    | 26 лютого 2023          | OABF07    | 1,18                 |
| Коли Карл Карлсон закохується у красиву темношкіру жінку, він вивчає своє коріння, дізнається про своїх біологічних батьків і походження таємничої пряжки родео… Запрошені зірки: Джон Отрі II в ролі Монка, Генрі Луїс Гейтс молодший в ролі самого себе |                    |                                                                                      |                      |                                       |                         |           |                      |
| 743 | 15                 | «Bartless» «Без Барта»                                                               | Роб Олівер           | Джон Фрінк                            | 5 березня 2023          | OABF08    | 0,93                 |
| Коли остання витівка Барта призводить до хаосу у Спрінґфілдській початковій школі, Мардж і Гомер дуже лаять сина. Однак, дізнавшись, що його вчинок був спрямований на добро, як і говорив Барт, батьки усвідомлюють що завжди сприймають свого сина як проблему, тоді, коли інші бачать у ньому хороші сторони. Від смутку з бажанням подивитися на Барта зі сторони їм сниться світ, в якому їхній розгульний син не був би Сімпсоном… Запрошені зірки: Керрі Вашингтон в ролі Рейшел Пейтон |                    |                                                                                      |                      |                                       |                         |           |                      |
| 744 | 16                 | «Hostile Kirk Place» «Вороже місце Кірка»                                            | Стівен Дін Мур       | Майкл Прайс                           | 12 березня 2023         | OABF09    | 0,77                 |
| Кірк ван Гутен протисоїть на шкільному уроці історії, де одного з його предків зображено у поганому світлі. Він стає арбітром навчальної програми Спрінґфілдської початкової школи, щоб цензурувати шкільну програму, але зрештою перетворюється на диктатора Спрінґфілда… Тим часом після тринкання грошей в телемагазині Гомер вигадує власний продукт, щоб повернути прибуток. Запрошені зірки: Керрі Вашингтон в ролі Рейшел Пейтон, «Дивний Ел» Янковик в ролі самого себе (сцена на дивані) |                    |                                                                                      |                      |                                       |                         |           |                      |
| 745 | 17                 | «Pin Gal» «Кегельне дівча»                                                           | Кріс Клементс        | Джефф Вестбрук                        | 19 березня 2023         | OABF10    | 0,86                 |
| Спрінґфілдський боулінг-клуб закривається. Щоб врятувати улюблений заклад Гомер просить Мардж, в якої талант, виграти турнір з боулінгу. Однак, у Мардж погані спогади з цим видом спорту, тому її чоловік наймає кращого боулінг-інструктора міста — Жака… Запрошені зірки: Альберт Брукс в ролі Жака, Фред Армісен в ролі Теренса |                    |                                                                                      |                      |                                       |                         |           |                      |
| 746 | 18                 | «Fan-ily Feud» «Фанатська ворожнеча»                                                 | Тімоті Бейлі         | Броті Ґупта                           | 23 квітня 2023          | OABF11    | 1                    |
| Гомер публічно виражає нелюбов до попспівачки і стикається з гнівом її мстивої та високоорганізованої армії фанатів, до якої входить і Ліса. Запрошені зірки: Джейд Нова в ролі Ешлі Шпаклінґ і Луни, Біллі Ейхнер в ролі Біллі |                    |                                                                                      |                      |                                       |                         |           |                      |
| 747 | 19                 | «Write Off This Episode» «Спиши цей епізод»                                          | Метью Настюк         | Дж. Стюарт Бернс                      | 30 квітня 2023          | OABF12    | 0,89                 |
| Коли Мардж та Ліса разом розпочинають займатися благодійністю, Мардж спокушають гроші і престиж збору коштів Великої благодійної організації. Це сварить мати та доньку. |                    |                                                                                      |                      |                                       |                         |           |                      |
| 748 | 20                 | «The Very Hungry Caterpillars» «Дуже голодні гусені»                                 | Ґабріель ДеФранческо | Браян Келлі                           | 7 травня 2023           | OABF14    | 0,82                 |
| Коли навала гусені заповнює Спрінґфілд, місто переходить у режим локдауна. Це змушує Сімпсонів справлятися зі стресом ізоляції: Ліса уявляє, що її ляльки Малібу Стейсі ожили; Барт і його друзі шпигують за родиною Скіннера; Мардж і Гомер несамовито намагаються отримати соус ранч для Меґґі, протиставляючи їх Недові Фландерсу, що з'їхав з глузду… Запрошені зірки: Роб Лоу в ролі кузена Пітера |                    |                                                                                      |                      |                                       |                         |           |                      |
| 749 | 21                 | «Clown V. Board of Education» «Клоун проти ради з освіти»                            | Ленс Крамер          | Джефф Вестбрук                        | 14 травня 2023          | OABF15    | 0,77                 |
| Красті відкриває школу клоунади, і це стає найуспішнішою справою, яку він коли-небудь робив. Після цього Жирний Тоні змушує Красті зробити мафію своїми бізнес-партнерами. Запрошені зірки: Джо Мантенья в ролі Жирного Тоні |                    |                                                                                      |                      |                                       |                         |           |                      |
| 750 | 22                 | «Homer's Adventures Through the Windshield Glass» «Пригоди Гомера крізь лобове скло» | Боб Андерсон         | Тім Лонг                              | 21 травня 2023          | OABF13    | 0,87                 |
| Події усієї серії відбуваються протягом кількох секунд, коли Гомер вилітає через лобове скло свого авто під час аварії. Поки перед очима Гомера проноситься його життя, він спілкується з лялькою Меґґі Щасливих Маленьких Ельфів, яка оживає і стає його духовною провідницею, щоб дізнатися таємну правду про його шлюб… Запрошені зірки: Ліззо в ролі ляльки Ґубі Ву, Боуен Янг в ролі Річарда, Тім Робінсон в ролі Мерсера |                    |                                                                                      |                      |                                       |                         |           |                      |